# كولين (موسيقية)
كولين (بالفرنسية: Colleen)‏ هي ملحنة ومُدرسة وموسيقية فرنسية، ولدت في 11 مايو 1976 في مونتارغيس في فرنسا.

## وصلات خارجية
- الموقع الرسمي
- كولين على موقع ميوزك برينز (الإنجليزية)
- كولين على موقع أول ميوزيك (الإنجليزية)
- كولين على موقع ديسكوغز (الإنجليزية)